# Großsteingrab Bevern
Das Großsteingrab Bevern (auch Steinberg genannt) war eine megalithische Grabanlage der jungsteinzeitlichen Trichterbecherkultur bei Bevern, einem Ortsteil von Bremervörde im Landkreis Rotenburg (Wümme) (Niedersachsen). Es wurde im 19. Jahrhundert zerstört.

## Lage
Das Grab lag etwa 20 Minuten südöstlich von Bevern in der Heide.

## Beschreibung
Über das Grab liegen nur sehr vage Angaben vor. Es besaß einen sehr großen Deckstein, der auf mehreren Wandsteinen ruhte. Neben der Grabkammer lagen noch zahlreiche weitere Steine. Der Grabtyp lässt sich anhand dieser Angaben nicht bestimmen.